# Papilio garleppi
Papilio garleppi là một loài bướm thuộc họ Papilionidae. Loài này có ở Bolivia, Brasil, French Guiana, Guyana, Peru, và Suriname.